# Leptonetela microdonta
Espèce
Synonymes
- Leptoneta microdonta Xu & Song, 1983

Leptonetela microdonta est une espèce d'araignées aranéomorphes de la famille des Leptonetidae.

## Distribution
Cette espèce est endémique du Anhui en Chine,.

## Publication originale
- Xu & Song, 1983 : A new species of the genus Leptoneta from China (Araneae: Leptonetidae). Journal of Huizhou Teacher's College, vol. 1983, (no 2, p. 24-27.